# آرچی جکسون (بازیکن فوتبال)
آرچی جکسون (انگلیسی: Archie Jackson; ۲۵ ژانویهٔ ۱۹۰۱ – ۱۱ نوامبر ۱۹۸۵) بازیکن فوتبال اهل بریتانیا بود.
از باشگاه‌هایی که در آن بازی کرده‌است می‌توان به باشگاه فوتبال نورتویچ ویکتوریا اشاره کرد.